# Ameles picteti
Ameles picteti Saussure, 1869 è una mantide con areale mediterraneo.

## Descrizione
È una mantide di piccola taglia (3-4 cm), con femmine brachittere (con ali vestigiali) e maschi alati.

Gli occhi sono conici, e presentano un tubercolo apicale più o meno sviluppato. Questo carattere consente di distinguere questa specie dalla congenere Ameles decolor che invece ha occhi globosi e senza tubercolo apicale.

## Distribuzione
È presente in Spagna, Sicilia e Algeria.